# Herzberg (Meclemburgo-Pomerânia Ocidental)
Herzberg é um município da Alemanha localizado no distrito de Parchim, estado de Meclemburgo-Pomerânia Ocidental.
Pertence ao Amt de Eldenburg Lübz.